# Membrană semipermeabilă

Aplicarea membranelor semipermeabile în hemodializă

Membrana semipermeabilă este un tip de membrană biologică sau sintetică, polimerică, care permite trecerea anumitor molecule sau ioni prin procesul de osmoză sau electroosmoză. Viteza de trecere depinde de presiunea, concentrația și temperatura soluților sau a solvenților de o parte și de alta, precum și de permeabilitatea membranei la fiecare solut. În funcție de tipul de membrană și de solut, permeabilitatea poate depinde de mărimea, solubilitatea, proprietățile solutului. Modul în care membrana este construită pentru a fi selectivă în ceea ce privește permeabilitatea sa determină rata de trecere și permeabilitatea. Multe materiale naturale și sintetice care sunt destul de groase sunt, de asemenea, semipermeabile. Un exemplu în acest sens este pelicula subțire din interiorul oului.
Permeabil selectiv înseamnă o membrană care permite trecerea unor molecule  sau ioni și inhibă trecerea altora. Capacitatea de a filtra transportul molecular în acest mod se numește permeabilitate selectivă.